# Edelsitz Edlau

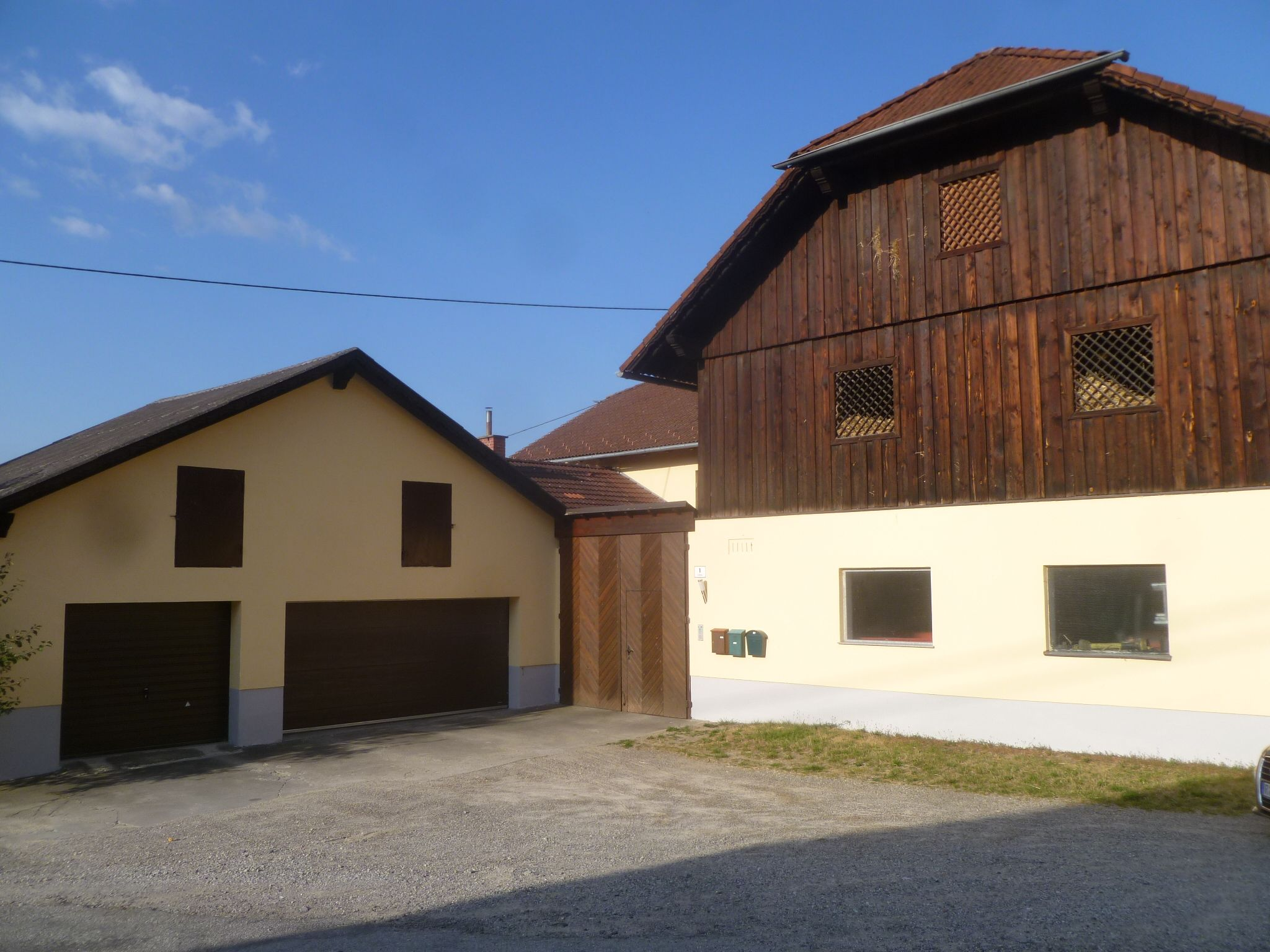
Bauernhof Edlau 1

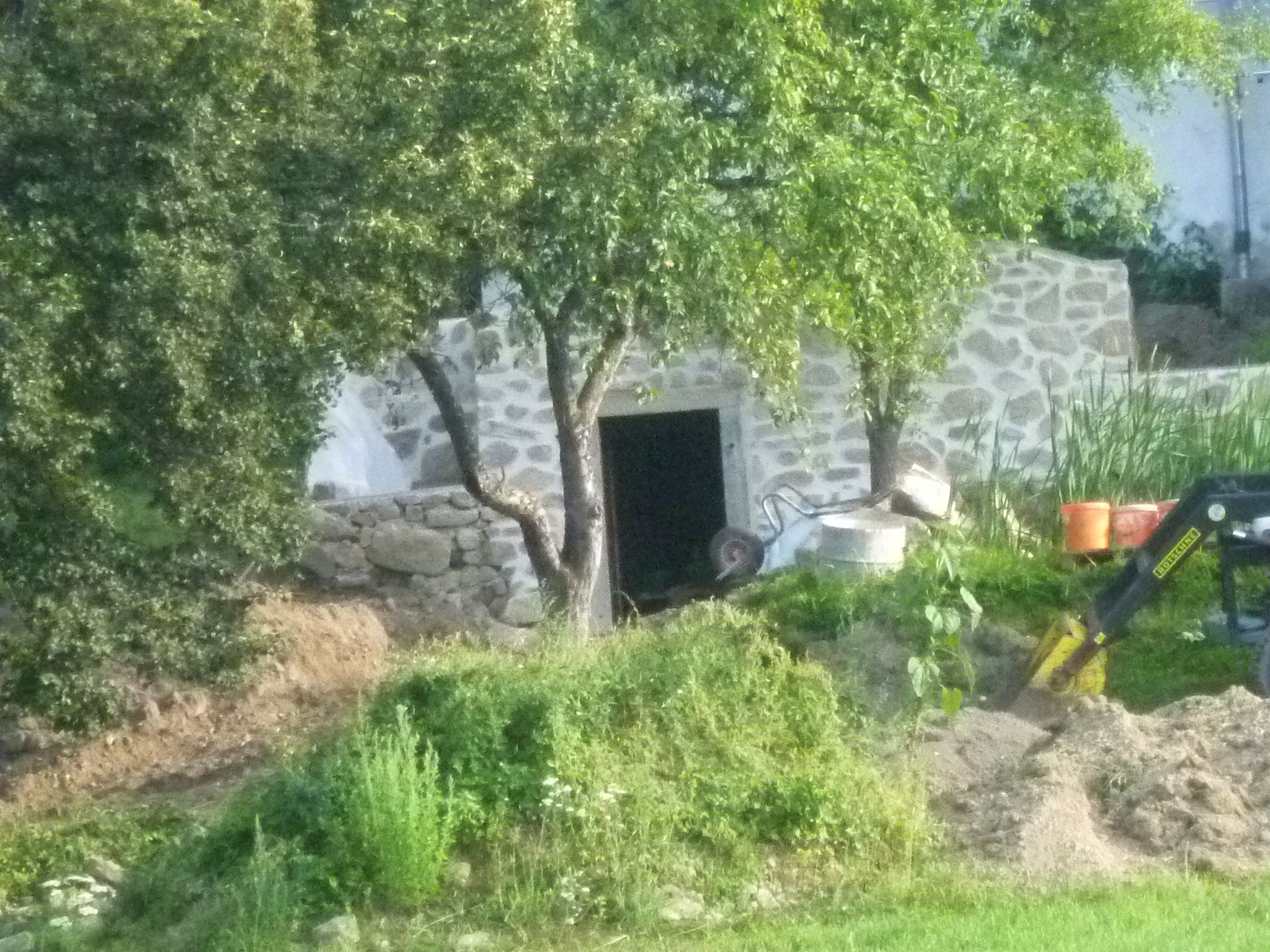
Anbau unterhalb Edlau 1

Der Edelsitz Edlau war ein Edelsitz in der Ortschaft Edlau in der Marktgemeinde Lasberg im Bezirk Freistadt in Oberösterreich.

## Geschichte
Die erste Erwähnung erfolgt 1322 mit dem Verkauf des „halben Haws dacz Edlaw“ durch Friedrich dem Piber an seinen Schwager Peter dem Piber und dessen Hausfrau Berchta auf Weinberg. Nachfolger der Piber waren die Frodnacher, wobei bereits 1418 der Edelsitz als landesfürstliches Lehen des Heinrich Frodnachers genannt wird. Auf die Frodnachers folgten die Steinpeckh. Nach dem Tode des Wolfgang Steinpeckh wurde Edlau vom Landesfürsten Kaiser Maximilian I. eingezogen und 1518 an seinen Sekretär  Leonhard Kuttenfelder und seinen Kammerdiener Martin Petrodt verliehen. Diese verkauften 1525 Edlau an den Veit von Zelking, der Edlau zum Gutsbestand von Schloss Weinberg schlug. Der Sitz wurde sodann als Untertanenhaus vergeben und als landwirtschaftlicher Betrieb geführt.

## Edlau heute
Noch in den 70er Jahren des vorigen Jahrhunderts stand neben dem früheren Bauernhof der turmartige, gemauerte Stock, der die unverkennbaren Merkmale eines Festen Hauses aufwies. Damals war der Stock auch noch von einem Graben umgeben. Bis zum Brand von 1981 gab es einen großen und einen kleinen Stock. Im Inneren waren zwei gotische Türen vorhanden. Der Zehentkasten wurde sogar noch als Getreidekasten verwendet. Ein kleines vergittertes Fenster führte zu einem Gefängnisraum.
Nach dem Brand von 1981 wurden die gemauerten Türme abgerissen, sodass von dem Edelsitz nichts mehr erhalten ist. Westlich des Stockes waren zwei Fischteiche, von denen noch einer besteht. Ob die im Bau sich befindliche Anlage unterhalb des Anwesens Wurm auf dem Gemäuer des Edelsitzes beruht, ist ungewiss. Der Hof ist heute im Besitz der Familie Wurm.